# Sarcotretes longirostris
Sarcotretes longirostris is een eenoogkreeftjessoort uit de familie van de Pennellidae. De wetenschappelijke naam van de soort is voor het eerst geldig gepubliceerd in 2007 door Ho, Nagasawa & I.H. Kim.